# Головмохальні
Головмохальні (Bryales) — порядок мохів.

## Таксономія
Порядок Bryales включає такі п'ять родин:
- Bryaceae Schwägr.
- Leptostomataceae Schwägr.
- Mniaceae Schwägr.
- Phyllodrepaniaceae Schwägr.
- Pulchrinodaceae D. Quandt, N.E. Bell & Stech

Раніше порядок визначали в широкому сенсі, включаючи Rhizogoniales, але тепер він використовується у вужчому значенні.
Вид родини Mniaceae та роду Rhizomnium, Rhizomnium dentatum, був описаний з викопних гаметофітів, що збереглися в балтійському бурштині.
Родини Catoscopiaceae і Pseudoditrichaceae раніше були поміщені в Bryales, але тепер поміщені в Dicranidae як частину раннього розгалуженого.